# Sur la route du Gange
Pour plus de détails, voir Fiche technique et Distribution.
Sur la route du Gange (Along the road of Ganges) est un documentaire de l'écrivain et grand reporter Olivier Weber et de Frédéric Vassort de 2003. Sélectionné dans plusieurs festivals internationaux, il a reçu le Prix du Public et le Prix de l'Image du Festival International du Grand Reportage d'Actualité (FIGRA) 2004.

## Thématique
Ce film est un carnet de route, de rencontres et d'histoires fortes qui remonte le Gange à la découverte de l'Inde d'aujourd’hui. Le voyage commence à Calcutta, se poursuit via Bénarès, Delhi et Amritsar jusqu'à la « route de la peur » à la frontière indo-pakistanaise. Sur fond de tensions nucléaire, un « road movie » personnel qui, à travers des histoires humaines, permet de mieux saisir les défis de la « plus grande démocratie du monde ».

## Fiche technique
Sur la route du Gange a été produit par Doc en Stock et Arte.
- Réalisateurs : Olivier Weber et Frédéric Vassort
- Auteur : Olivier Weber
- Chef opérateur : Frédéric Vassort
- Producteurs :
  - Doc en Stock, Daniel Leconte
  - Arte
- Langues : français, anglais, hindi
- Durée : 52 minutes
- Diffusion : Arte, TV5 Monde

## Prix et Festivals
- Festival International du Grand Reportage d'Actualité, 2004 :
  - Prix du Public
  - Prix de l'Image
- Festival Étonnants Voyageurs
- Festival Le Grand Bivouac